# Augusto Bertazzoni
Augusto Bertazzoni (Pegognaga, 10 gennaio 1876 – Potenza, 30 agosto 1972) è stato un arcivescovo cattolico italiano.

## Biografia
Nasce a Polesine (frazione del comune di Pegognaga) il 10 gennaio 1876 da una famiglia agiata, imparentata con i Gatti di Gonzaga.
Rimane nel paese natale fino alla conclusione delle scuole elementari. Successivamente, tra il 1885 e il 1887, frequentò l'oratorio salesiano di Torino, in cui incontrò san Giovanni Bosco che ebbe una grande influenza sulla sua formazione e a cui dedicò un altare nella cattedrale di Potenza nel 1939.
Completato il ginnasio Bertazzoni tornò a Mantova per iniziare gli studi sacerdotali e al seminario incontrò monsignor Giuseppe Sarto, divenuto poi papa.
Durante la sua vita fu anche amico di don Luigi Orione e don Giovanni Calabria, divenuti poi santi.
Sarto lo nominò parroco di Quistello dove rimase per quattro anni fino al 1903.
Dal 1903 al 1930 fu parroco di San Benedetto Po.
Il 6 luglio 1922 fu nominato cappellano segreto di Sua Santità.

### Ministero episcopale
Il 30 giugno 1930 fu nominato vescovo di Potenza e Marsico.
Negli anni 1933-1934 fece decorare, dal pittore Mario Prayer, la cappella di San Gerardo nell'omonima cattedrale di Potenza con il famoso racconto di San Gerardo del miracolo dell'acqua trasformata in vino.
Tra maggio e novembre 1940 effettuò la visita pastorale per conoscere lo stato delle parrocchie, visitò asili infantili, ricevette suore e incontrò i rappresentanti delle associazioni cattoliche.
Nel 1950 fu nominato arcivescovo ad personam.
Nel 1966, ritirandosi a vita privata per l'età avanzata, fu destinato alla sede titolare di Temuniana.
Morì nel 1972 a 96 anni di età.
Attualmente ne è in corso la causa di beatificazione, aperta dal monsignor Ennio Appignanesi nella cattedrale di Potenza. La documentazione è al vaglio della Santa Sede che l'ha giudicata valida per riconoscere l'entità dei miracoli e delle grazie ottenute per intercessione di Bertazzoni.
Il 2 ottobre 2019 papa Francesco lo ha proclamato venerabile.

## Genealogia episcopale
La genealogia episcopale è:
- Cardinale Scipione Rebiba
- Cardinale Giulio Antonio Santori
- Cardinale Girolamo Bernerio, O.P.
- Arcivescovo Galeazzo Sanvitale
- Cardinale Ludovico Ludovisi
- Cardinale Luigi Caetani
- Cardinale Ulderico Carpegna
- Cardinale Paluzzo Paluzzi Altieri degli Albertoni
- Papa Benedetto XIII
- Papa Benedetto XIV
- Cardinale Enrico Enriquez
- Arcivescovo Manuel Quintano Bonifaz
- Cardinale Buenaventura Córdoba Espinosa de la Cerda
- Cardinale Giuseppe Maria Doria Pamphilj
- Papa Pio VIII
- Papa Pio IX
- Cardinale Raffaele Monaco La Valletta
- Cardinale Francesco Satolli
- Arcivescovo Giacinto Gaggia
- Arcivescovo Domenico Menna
- Arcivescovo Augusto Bertazzoni